# Конкакафов шампионат у фудбалу за жене
Конкакафов шампионат у фудбалу за жене (енгл. CONCACAF W Championship) је фудбалско такмичење које организује Фудбалска конфедерација Северне, Централне Америке и Кариба (Конкакаф) које често служи као квалификационо такмичење за Светско првенство за жене, а недавно и за Олимпијске игре. У годинама када се турнир одржава ван квалификационог циклуса за Светско првенство, позивани су чланови који нису чланови Конкакафа. Конкакаф је управно тело за фудбал за Северну Америку, Централну Америку и Карибе. Најуспешнија земља на овом такмичењу су биле Сједињене Државе, које су освојиле своју девету титулу 2022. године.

## Историја

### 2000
Учествовало је шест женских репрезентација: Канада, САД, Костарика, Гватемала, Мексико, Тринидад и Тобаго, као и два позвана тима, Бразил и Кина. Сједињене Државе су биле домаћин турнира и биле су шампиони.

### 2002
Конкакафов Златни куп за жене 2002. био је турнир за осам екипа чији су домаћини заједнички били Канада и Сједињене Државе. Две финалисткиње су се квалификовале за Светско првенство у фудбалу за жене 2003, а трећепласирани тим се квалификовао за плеј-оф Светског првенства. После 16 утакмица (одиграних као 8 домаћин-гост утакмица) Сједињене Државе су биле шампиони турнира, победивши Канаду у продужетку у финалу. Миа Хам је постигла златни гол, одвевши САД до њихове друге титуле на Златном купу за жене. САД су имале рекорд Златног купа 9–0–1, укључујући 48 голова за и два гола против, оба је постигла Чармејн Хупер из репрезентације Канаде.

### 2006
Конкакафов златни куп за жене 2006. одржан је у Сједињеним Државама, а утакмице су се одржавале у Хоум дипо центру у Карсону у Калифорнији и на стадиону Тропикал парк у Мајамију на Флориди. На овом квалификационом турниру за Светско првенство 2007. учествовало је шест репрезентација у појединачној елиминацији, а прва два тима су се директно квалификовала за Светско првенство у фудбалу за жене 2007. у Кини. Поред тога, трећепласирани је играо двомеч код куће и у гостима против Јапана (четвртопласирани из Азијске конфедерације).

### 2022
Конкакафов шампионат у фудбалу за жене одржано је од 4. до 18. јула 2022. и на њему је учествовало осам тимова подељених у две групе од по четири. После појединачне раунд робин серије прва два из сваке групе су се квалификовала за нокаут рунде, одигране у формату директне елиминације у једном мечу. 
Турнир је служио као квалификациона турнир Конкакафа за Светско првенство у фудбалу за жене 2023. у Аустралији и Новом Зеланду, фудбалски турнир на Летњим олимпијским играма 2024. у Француској и Конкакафов шампионат 2024. Прве две екипе из сваке групе по кругу су се квалификовале за Светско првенство, док су трећепласиране екипе из сваке групе пласирале у међуконфедерацијски плеј-оф. Победник турнира се квалификовао и за Олимпијске игре 2024. и Златни куп Конкакафа 2024, док су другопласирани и трећепласирани пласирали у плеј-оф Конкакафа за Олимпијске игре. Победнику тог плеј-офа се такође гарантује пласман на Олимпијске игре 2024. и Златни куп 2024. године.

## Резултати
| Година                                                           | Домаћин                                |                                        | Финале                                 | Финале                                 | Финале                                 |                                        | Плеј-оф за треће место                 | Плеј-оф за треће место                 | Плеј-оф за треће место                 |
| Година                                                           | Домаћин                                | Победник                               | Резултат                               | Друго место                            | Треће место                            | Еезултат                               | Четврто место                          |                                        |                                        |
| Конкакафов шампионат у фудбалу за жене                           | Конкакафов шампионат у фудбалу за жене | Конкакафов шампионат у фудбалу за жене | Конкакафов шампионат у фудбалу за жене | Конкакафов шампионат у фудбалу за жене | Конкакафов шампионат у фудбалу за жене | Конкакафов шампионат у фудбалу за жене | Конкакафов шампионат у фудбалу за жене | Конкакафов шампионат у фудбалу за жене | Конкакафов шампионат у фудбалу за жене |
| ---------------------------------------------------------------- | -------------------------------------- | -------------------------------------- | -------------------------------------- | -------------------------------------- | -------------------------------------- | -------------------------------------- | -------------------------------------- | -------------------------------------- | -------------------------------------- |
| 1991 Детаљи                                                      | Хаити                                  |                                        | · Сједињене Државе                     | 5 : 0                                  | · Канада                               |                                        | · Тринидад и Тобаго                    | 4 : 2                                  | · Хаити                                |
| Конкакафов позивни турнир у фудбалу за жене                      |                                        |                                        |                                        |                                        |                                        |                                        |                                        |                                        |                                        |
| 1993 Детаљи                                                      | САД                                    |                                        | · Сједињене Државе                     | Бергеров систем                        | · Нови Зеланд                          |                                        | · Канада                               | Бергеров систем                        | · Тринидад и Тобаго                    |
| Конкакафов шампионат у фудбалу за жене                           |                                        |                                        |                                        |                                        |                                        |                                        |                                        |                                        |                                        |
| 1994 Детаљи                                                      | Канада                                 |                                        | · Сједињене Државе                     | Бергеров систем                        | · Канада                               |                                        | · Мексико                              | Бергеров систем                        | · Тринидад и Тобаго                    |
| 1998 Детаљи                                                      | Канада                                 | · Канада                               | 1 : 0                                  | · Мексико                              | · Костарика                            | 4 : 0                                  | · Гватемала                            |                                        |                                        |
| Конкакафов Златни куп у фудбалу за жене                          |                                        |                                        |                                        |                                        |                                        |                                        |                                        |                                        |                                        |
| 2000 Детаљи                                                      | САД                                    |                                        | · Сједињене Државе                     | 1 : 0                                  | · Бразил                               |                                        | · Кина                                 | 2 : 1                                  | · Канада                               |
| 2002 Детаљи                                                      | Канада · САД                           | · Сједињене Државе                     | 2 : 1 (зг)                             | · Канада                               | · Мексико                              | 4 : 1                                  | · Костарика                            |                                        |                                        |
| 2006 Детаљи                                                      | САД                                    | · Сједињене Државе                     | 2 : 1 (п. с. н.)                       | · Канада                               | · Мексико                              | 3 : 0                                  | · Јамајка                              |                                        |                                        |
| Конкакафове квалификације за Светско првенство у фудбалу за жене |                                        |                                        |                                        |                                        |                                        |                                        |                                        |                                        |                                        |
| 2010 Детаљи                                                      | Мексико                                |                                        | · Канада                               | 1 : 0                                  | · Мексико                              |                                        | · Сједињене Државе                     | 3 : 0                                  | · Костарика                            |
| Конкакафов шампионат у фудбалу за жене                           |                                        |                                        |                                        |                                        |                                        |                                        |                                        |                                        |                                        |
| 2014 Детаљи                                                      | САД                                    |                                        | · Сједињене Државе                     | 6 : 0                                  | · Костарика                            |                                        | · Мексико                              | 4 : 2 (п. с. н.)                       | · Тринидад и Тобаго                    |
| 2018 Детаљи                                                      | САД                                    | · Сједињене Државе                     | 2 : 0                                  | · Канада                               | · Јамајка                              | 2 : 2 (п. с. н.) 4 : 2 (пен.)          | · Панама                               |                                        |                                        |
| Конкакафов шампионат у фудбалу за жене                           |                                        |                                        |                                        |                                        |                                        |                                        |                                        |                                        |                                        |
| 2022 Детаљи                                                      | Мексико                                |                                        | · Сједињене Државе                     | 1 : 0                                  | · Канада                               |                                        | · Јамајка                              | 1 : 0 (п. с. н.)                       | · Костарика                            |

1. 1 2  Турнир није коришћен као ФИФА квалификације за Светско првенство за жене
2. ↑  Сједињене Државе нису учествовале, пошто су се директно квалификовале за Светско првенство у фудбалу за жене 1999. као домаћин
3. ↑  Канада није учествовала, пошто су се директно квалификовали за Светско првенство у фудбалу за жене 2015. као домаћин

## Достигнућа
| Екипа             | Победник                                                   | Друго место                            | Треће место                | Четврто место         |
| ----------------- | ---------------------------------------------------------- | -------------------------------------- | -------------------------- | --------------------- |
| Сједињене Државе  | 9 (1991, 1993, 1994, 2000, 2002, 2006]], 2014, 2018, 2022) | –                                      | 1 (2010)                   | –                     |
| Канада            | 2 (1998, 2010)                                             | 6 (1991, 1994, 2002, 2006, 2018, 2022) | 1 (1993)                   | 1 (2000)              |
| Мексико           | –                                                          | 2 (1998, 2010)                         | 4 (1994, 2002, 2006, 2014) | –                     |
| Костарика         | –                                                          | 1 (2014)                               | 1 (1998)                   | 3 (2002, 2010, 2022]) |
| Бразил            | –                                                          | 1 (2000)                               | –                          | –                     |
| Нови Зеланд       | –                                                          | 1 (1993)                               | –                          | –                     |
| Јамајка           | –                                                          | –                                      | 2 (2018, 2022)             | 1 (2006)              |
| Тринидад и Тобаго | –                                                          | –                                      | 1 (1991)                   | 3 (1993, 1994, 2014)  |
| Кина              | –                                                          | –                                      | 1 (2000)                   | –                     |
| Хаити             | –                                                          | –                                      | –                          | 1 (1991)              |
| Гватемала         | –                                                          | –                                      | –                          | 1 (1998)              |
| Панама            | –                                                          | –                                      |                            | 1 (2018)              |

1. 1 2 3  Гостујућа нација, играли по позиву

## Достигнућа репрезентација
У овој ранг листи 3 бода се додељују за победу, 1 бод за реми и 0 бодова за пораз. Према статистичкој конвенцији у фудбалу, мечеви одлучени у продужецима се рачунају као победе и порази, док се мечеви одлучени извођењем једанаестераца рачунају као нерешени. Тимови се рангирају по укупном броју бодова, затим по гол-разлици, па према постигнутим головима.
Ажурирано Конкакафов шампионат у фудбалу за жене 2018.
| Поз | Екипа             | Уче | Ута | Поб | Нер | Изг | ГД  | ГП  | ГР   | Бод |
| --- | ----------------- | --- | --- | --- | --- | --- | --- | --- | ---- | --- |
| 1   | Сједињене Државе  | 9   | 39  | 37  | 1   | 1   | 199 | 6   | +193 | 112 |
| 2   | Канада            | 9   | 39  | 29  | 1   | 9   | 179 | 32  | +147 | 88  |
| 3   | Мексико           | 9   | 36  | 18  | 2   | 16  | 94  | 80  | +14  | 56  |
| 4   | Тринидад и Тобаго | 10  | 37  | 13  | 2   | 22  | 44  | 127 | −83  | 41  |
| 5   | Костарика         | 7   | 29  | 13  | 1   | 15  | 46  | 74  | −28  | 40  |
| 6   | Хаити             | 5   | 17  | 5   | 0   | 12  | 15  | 59  | −44  | 15  |
| 7   | Кина 1            | 1   | 5   | 4   | 0   | 1   | 24  | 6   | +18  | 12  |
| 8   | Бразил 1          | 1   | 5   | 3   | 1   | 1   | 22  | 3   | +19  | 10  |
| 9   | Јамајка           | 6   | 20  | 4   | 1   | 14  | 26  | 69  | −43  | 13  |
| 10  | Гватемала         | 4   | 14  | 2   | 0   | 12  | 11  | 68  | −57  | 6   |
| 11  | Нови Зеланд 1     | 1   | 3   | 1   | 1   | 1   | 7   | 3   | +4   | 4   |
| 12  | Панама            | 3   | 9   | 3   | 1   | 5   | 12  | 32  | −20  | 10  |
| 13  | Мартиник          | 3   | 9   | 0   | 2   | 7   | 12  | 59  | −47  | 2   |
| 14  | Гвајана           | 1   | 3   | 0   | 0   | 3   | 3   | 19  | −16  | 0   |
| 15  | Куба              | 1   | 3   | 0   | 0   | 3   | 0   | 29  | –29  | 0   |
| 16  | Порторико         | 1   | 3   | 0   | 0   | 3   | 0   | 38  | −38  | 0   |

1 Гости. Нису чланице Конкакафа

### Нације учеснице
Легенда
| - 1. – Шампионке - 2. – Другопласиране - 3. – Треће место - 4. – Четврто место - ПФ – Полуфинале - ЧФ – Четвртфинале - ГФ – Групна фаза | - к – Квалификоване - • – Нису се кваклификовале - × – Нису учествовале - × – Одустале пре квалификација - — Одустале/Дисквалификоване после квалификација - – Домаћин |

| Екипа                                            | 1991 | 1993 | 1994 | 1998 | 2000 | 2002 | 2006 | 2010 | 2014 | 2018 | 2022 | Укупно |
| ------------------------------------------------ | ---- | ---- | ---- | ---- | ---- | ---- | ---- | ---- | ---- | ---- | ---- | ------ |
| Канада                                           | 2.   | 3.   | 2.   | 1.   | 4.   | 2.   | 2.   | 1.   | —    | 2.   | 2.   | 10     |
| Костарика                                        | ГФ   | —    | —    | 3.   | ГФ   | 4.   | —    | 4.   | 2.   | ГФ   | 4.   | 8      |
| Куба                                             | —    | —    | —    | —    | —    | —    | —    | —    | —    | ГФ   | —    | 1      |
| Гватемала                                        | —    | —    | —    | 4.   | ГФ   | —    | —    | ГФ   | ГФ   | —    | —    | 4      |
| Гвајана                                          | —    | —    | —    | —    | —    | —    | —    | ГФ   | —    | —    | —    | 1      |
| Хаити                                            | 4.   | —    | —    | ГФ   | —    | ГФ   | —    | ГФ   | ГФ   | —    | ГФ   | 6      |
| Јамајка                                          | ГФ   | —    | 5.   | —    | —    | ГФ   | 4.   | —    | ГФ   | 3.   | 3.   | 7      |
| Мартиник                                         | ГФ   | —    | —    | ГФ   | —    | —    | —    | —    | ГФ   | —    | —    | 3      |
| Мексико                                          | ГФ   | —    | 3.   | 2.   | ГФ   | 3.   | 3.   | 2.   | 3.   | ГФ   | ГФ   | 10     |
| Панама                                           | —    | —    | —    | —    | —    | ГФ   | ГФ   | —    | —    | 4.   | ГФ   | 4      |
| Порторико                                        | —    | —    | —    | ГФ   | —    | —    | —    | —    | —    | —    | —    | 1      |
| Тринидад и Тобаго                                | 3.   | 4.   | 4.   | ГФ   | ГФ   | ГФ   | ГФ   | ГФ   | 4.   | ГФ   | ГФ   | 11     |
| Сједињене Државе                                 | 1.   | 1.   | 1.   | —    | 1.   | 1.   | 1.   | 3.   | 1.   | 1.   | 1.   | 10     |
| Гостујуће репрезентације, нису чланице Конкакафа |      |      |      |      |      |      |      |      |      |      |      |        |
| Бразил                                           | —    | —    | —    | —    | 2.   | —    | —    | —    | —    | —    | —    | 1      |
| Кина                                             | —    | —    | —    | —    | 3.   | —    | —    | —    | —    | —    | —    | 1      |
| Нови Зеланд                                      | —    | 2.   | —    | —    | —    | —    | —    | —    | —    | —    | —    | 1      |
| Укупно                                           | 8    | 4    | 5    | 8    | 8    | 8    | 6    | 8    | 8    | 8    | 8    | –      |

## Појединачне награде
| Година | Најбољи играч                 | Најбољи стрелац                                                                               | Голови | Најбољи голман        | Најбољи млади играч  | Награда за фер плеј |
| ------ | ----------------------------- | --------------------------------------------------------------------------------------------- | ------ | --------------------- | -------------------- | ------------------- |
| 1991   |                               |                                                                                               |        |                       |                      |                     |
| 1993   |                               |                                                                                               |        |                       |                      |                     |
| 1994   |                               |                                                                                               |        |                       |                      |                     |
| 1998   | Силвана Бертини               | Силвана Бертини                                                                               | 14     |                       |                      |                     |
| 2000   |                               | Катја                                                                                         | 8      |                       |                      |                     |
| 2002   | Тифени Милбрет                | Чармејн Хупер Кристин Синклер Тифени Милбрет                                                  | 7      | Џенифер Молина        |                      |                     |
| 2006   | Кристин Лили                  | Марибел Домингез Моника Окампо Кристин Синклер Еби Вамбак                                     | 2      | Ерин Меклод           |                      |                     |
| 2010   |                               | Еби Вамбак                                                                                    | 8      |                       |                      |                     |
| 2014   | Карли Лојд                    | Еби Вамбак                                                                                    | 7      | Хоуп Соло             |                      | Костарика           |
| 2018   | Џули Ерц                      | Алекс Морган                                                                                  | 7      | Јенит Бејли           | Џоди Браун           | Сједињене Државе    |
| 2022   | Сједињене Државе Алекс Морган | Канада Џеси Флеминг · Канада Џулија Гросо · Јамајка Кадија Шо · Сједињене Државе Алекс Морган | 3      | Канада Кајлен Шеридан | Хаити Мелчи Думорнеј | Канада              |

1. ↑  Гросо је добила Златну копачку на основу тога што је одиграла најмање минута од четири остале играчице у конкуренцији а постигла је три гола. Види, нпр., „Canadian women's soccer team falls to U.S. on late penalty in CONCACAF W Championship final”. CBC Sports (на језику: енглески). 19. 7. 2022. Приступљено 19. 7. 2022.